# Paraleucophenga neojavanaii
Paraleucophenga neojavanaii är en tvåvingeart som beskrevs av Singh och Negi 1992. Paraleucophenga neojavanaii ingår i släktet Paraleucophenga och familjen daggflugor. Inga underarter finns listade i Catalogue of Life.